# 納圖夫文化

該文化的擴散範圍概略地圖；該文化從約旦河和死海兩岸擴散到幼發拉底河岸中部地區。

納圖夫文化（英語：Natufian culture，發音/nəˈtuːfiən/）是一個在黎凡特地區的舊石器時代晚期考古學文化，該文化約發生於距今約 15,000 至 11,500 年前。 這種文化很不尋常，因為它甚至在農業被引入前，就已支撐起過著定居或半定居生活的人口。
納圖夫社群可能是其所在地區最初的新石器時代定居點的建造者的祖先。在位於今敘利亞上幼發拉底河谷的史前文化考古遺址 Tell Abu Hureyra，證據顯示該文化有意種植穀物，特別是黑麥。 麵包製作證據在約旦東北部沙漠裡約有14,500年歷史的 Shubayqa 1 號遺址中被發現。 此外，在以色列海法附近迦密山的 Raqefet 洞穴中發現了古老的啤酒製造證據，其發生時間可追溯到約13,000年前。
同時，這個文化的人群會利用野生穀物並獵殺包括瞪羚在內的動物。 考古遺傳學已揭示後期（新石器時代到青銅器時代）黎凡特人的起源，主要來自該文化之人群，還有大量來自安納托利亞銅石並用時代的混合產物。